# Irura (geslacht)
Irura is een geslacht van spinnen uit de familie springspinnen (Salticidae).

## Soorten
De volgende soorten zijn bij het geslacht ingedeeld:
- Irura bicolor Żabka, 1985
- Irura hamatapophysis (Peng & Yin, 1991)
- Irura longiochelicera (Peng & Yin, 1991)
- Irura mandarina Simon, 1903
- Irura prima (Żabka, 1985)
- Irura pulchra Peckham & Peckham, 1901
- Irura pygaea (Thorell, 1891)
- Irura trigonapophysis (Peng & Yin, 1991)
- Irura yueluensis (Peng & Yin, 1991)
- Irura yunnanensis (Peng & Yin, 1991)